# Емма Кнікаре
Емма Маргарета Кнікаре, уроджена «Емма Андерссон» (14 липня 1987 , Rolfstorpd, Галланд ) — шведський комік і радіоведуча (радіошоу Morgonpasset, Tankesmedjan та власного радіошоу Knyckare i P3, а також співведуча благодійного радіо- та телевізійного шоу Musikhjälpen у грудні 2013 року).

## Кар'єра
Кніккаре народилася 1987 року в селі Рольфсторп в Галланді. Вона працювала на кількох шоу Шведському радіо P3, таких як Morgonpasset і Tankesmedjan. Також стала однією з головних ведучих шоу Tankesmedjan і співведучою Morgonpasset. У 2013 році Емма Кнікаре замкнули у скляному будинку в Гетеборзі на цілий тиждень разом з Сарою Доун Фанер і Коджо Аколор, щоб вести благодійне шоу Musikhjälpen (Musikhjälpen), яке транслювалося на P3, а також на SVT і SVT Play.
Емма Кнікаре виступала з Morgonpasset протягом літа (з червня по серпень) три роки поспіль. У грудні вона разом із коміком Саймоном Свенссоном влаштувала комедійне шоу на Sagateatern.
Після роботи в Musikhjälpen з'ясувалося, що Емма Кнікаре отримає власне радіо-шоу на Sveriges Radio P3 під назвою Knyckare i P3, яке транслюватиметься п'ять днів на тиждень, починаючи з 4 січня 2014 року. Згодом вона оголосила, що залишить роботу на P3, яка веде Tankesmedjan.
Емма Кнікаре також брала участь у комедійному телешоу Telefonpiraterna (Телефонні пірати) на Kanal5 та в Extra! Додатково! на TV3. Вона також працює стендап-коміком у таких клубах, як Raw Comedy Club, Bajsnödigt і Oslipat, бере участь у подкасті Åtties Mutant Ninja Komiker! разом з Йоханнесом Фінлаугссоном, Нільсом Ліндом і Філіпом Андерссоном і веде колонку для журналу ETC Göteborg.
У 2017 році Емма Кнікаре привернула до себе міжнародну увагу після організації музичного фестивалю «Статева сегрегація» лише для жінок. Вона придумала цю ідею після кількох сексуальних нападів на жінок під час фестивалів у Швеції.